# Техничка школа Трстеник
Техничка школа Трстеник је једна од установа државног средњег образовања на територији Општине Трстеник.

## Историјат
Оснивањем фабрике „Прва петолетка” указала се потреба за стварањем сопственог стручног кадра. Зато 1. октобра 1950. године почиње са радом Војно индустријска школа са задатком да образује стручњаке првенствено за потребе војне индустрије, а ученици су били из свих крајева Федеративне Народне Републике Југославије. У првој генерацији уписана су три одељења са укупно 103 ученика. Већина њих се по завршетку школовања запошљава у фабрици што у наредним годинама доприноси стварању гиганта у металској индустрији који постаје носилац развоја овог краја, а у области хидраулике и пнеуматике заузима једно од водећих места у Европи.
На свом развојном путу школа је пролазила кроз разне промене прилагођавајући се и развоју нашег града. Најпре је прерасла у метало-прерађивачку школу са практичном обуком, а 1960. године основан је Школски центар који је објединио делатност две школе – Металопрерађивачке са практичном обуком и Машинске техничке школе хидрауличког смера, као и две школе за образовање квалификованих и висококвалификованих радника. Наредне, 1961. године прикључена је и школа за индустријске реглере. Образовање у овим школама вршено је у сагласности са потребама индустрије хидраулике и пнеуматике „Прва петолетка”.
Машинска школа са једним подручјем рада, а то је машинство и обрада метала, са овим називом постоји до 1992. године када мења назив у Техничка школа Трстеник. У 1994. години у ову школу се уводи ново подручје образовања – Електротехника, а затим и подручје образовања – Економија, право и администрација, које у почетку функционише као издвојено одељење Економско – трговинске школе из Крушевца, а од 2003. године и као треће подручје рада у оквиру Техничке школе Трстеник.

## Школа данас
Техничка школа Трстеник данас је савремена, лепо опремљена и велика школа која је многим генерацијама омогућила да стекну одговарајуће образовање и да буду успешни у својим пословима. У школској 2018/2019. години школа има укупно 705 ученика, распоређених у 28 одељења, од чега су 22 одељења у четворогодишњем и 6 одељења у трогодишњем школовању.
У укупан школски простор површине 12.415 м2 спадају школска зграда, радионица и фискултурна сала. Настава се одвија у 13 класичних учионица, кабинетима за природне и друштвене науке са свом потребом опремом, 4 специјализоване учионице.
Практична настава реализује се у школској радионици, приватним сервисима, као и у погонима „Прве петолетке”. Школска радионица служи за обуку оператера машинске обраде, механичара и техничара ХиП-а техничара за компјутерско управљање, ручне обраде различитих профила. Школска библиотека располаже са око 12 000 књига. Поред фискултурне сале ту су и отворени терени за рукомет, фудбал и кошарку.